# کوچوکووکا
کوچوکووکا (به لهستانی:  Koczukówka) یک روستا در لهستان است که در گمینا زالشه واقع شده‌است.